# Ángel Parra y su guitarra
Ángel Parra y su guitarra, también conocido simplemente como Ángel Parra o Ángel Parra, vol. 1, es el primer álbum oficial del cantautor chileno Ángel Parra como solista. Fue lanzado originalmente en 1965 por el sello Demon, y contiene temas del folclore chileno, así como compuestos por integrantes de la familia Parra.

## Lista de canciones
| Lado A |                                                                                       |                                    |          |  |
| N.º    | Título                                                                                | Música                             | Duración |  |
| 1.     | «Caballo tordillo mío»                                                                | tradicional chilena                |          |  |
| 2.     | «Me gustan los estudiantes»                                                           | Violeta Parra                      |          |  |
| 3.     | «Canto de saludo a la Virgen de La Tirana»                                            | tradicional chilena                |          |  |
| 4.     | «Arauco tiene una pena» (o «Levántate, Huenchullán»)                                  | Violeta Parra                      |          |  |
| 5.     | «El veinticinco de enero / Las gatas con permanente» (o «Ya se fue el mes de agosto») | Roberto Parra                      |          |  |
| 6.     | «Cuando te vais a casar»                                                              | tradicional chilena                |          |  |
| 7.     | «16 de julio» (o «Vuela, palomita»)                                                   | tradicional chilena, Violeta Parra |          |  |

| Lado B |                                  |                              |          |  |
| N.º    | Título                           | Música                       | Duración |  |
| 1.     | «Allá en la pampa argentina»     | tradicional chilena          |          |  |
| 2.     | «El hijo arrepentido»            | Nicanor Parra, Violeta Parra |          |  |
| 3.     | «Del norte vengo, Maruca»        | Ángel Parra                  |          |  |
| 4.     | «Amada prenda querida»           | tradicional chilena          |          |  |
| 5.     | «El pueblo»                      | Ángel Parra                  |          |  |
| 6.     | «El afuerino / El chute Alberto» | Roberto Parra                |          |  |